# Tiger Beer
Tiger Beer er en pilsnerøl, som i 1932 blev lanceret af Malayan Breweries Limited, i dag Asia Pacific Breweries. Tiger Beer er i dag APB's hovedmærke. Tiger Beer bliver brygget i 8 lande og er på markedet i over 60 lande. Tiger Beer har de sidste par år oplevet en markant vækst på det danske marked.

## Historie
Tiger Beer er den mest solgte øl i Singapore og Indokina, og bliver i dag eksporteret til mere end 60 lande verden over, heriblandt 22 europæiske lande. Danmark kom på kortet tilbage i 1998, hvor TheoBrands A/S fik agentur på øllen. 
Tiger Beers oprindelige indtog på de vestlige markeder skete efter anden verdenskrig, idet øllen var meget populær hos de allierede tropper, som var udstationeret i det fjerne østen. Til minde om deres ’orientalske oplevelser’ tog mange af tropperne paller af Tiger Beer med hjem, hvorfor de første Tiger Beer der er drukket på vestlig grund højst sandsynlig er kommet fra bunden af en soldatertaske.
Den kendte forfatter Anthony Burgess blev bekendt med Tiger Beer via sit ophold i det fjerne østen i 1950'erne. Efter hans tilbagevenden til England opkaldte han sågar en af sine første bøger efter det dengang brugte Tiger Beer slogan – Time for a Tiger. 
Tiger Beer er et af Asiens bedst kendte og respekterede brands, hvilket bl.a. kommer til udtryk i dele af det nordlige Vietnam, hvor fascinationen af øllen har resulteret i, at den har indtaget en plads i de lokale skikke – herunder en ceremoni, hvor nyfødte drenge gennemlever et ”beer bath” med Tiger Beer for at velsigne og fejre fødslen af drengebørn. Desværre er nyfødte piger ikke så heldige, de bliver badet i billigere øl![kilde mangler]

## Produktet
Asia Pacific Breweries har modtaget mere end 30 internationale guldmedaljer/anerkendelser gennem tiden. Med Tiger Beer vandt bryggeriet guld i 1998 ved International Brewing Industry Award i England. Guldmedaljerne kan i dag ses på Tiger Beer-etiketten.
Tiger Beer passer af naturlige årsager godt til det asiatiske køkken fra sushi til thai, malaysisk eller kinesisk mad. Den har en fyldig, sødmefuld og forfriskende smag med en let bitter finish.

## Målgruppe/Kommunikation
Tiger Beer er i Danmark positioneret som en premium beer, der appellerer til det mere trendsættende gå-i-byen publikum.[kilde mangler] De sponsorerer Distortion Festival og Festival For Dreams. Endvidere har de bragt en fransk undergrundstrend – iPod Battle – til den danske klubscene.[kilde mangler]